# Palazzo delle Poste e Telegrafi (Bergamo)
Il palazzo delle Poste e Telegrafi di Bergamo è un edificio del 1932 in via Masone.

## Storia
Progettato da Angiolo Mazzoni nel 1929, fu completato e inaugurato il 31 ottobre 1932 durante la riqualificazione urbanistica e architettonica dell'area nei pressi dell'ex ospedale di San Marco, e dell'antica fiera cittadina su progetto di Marcello Piacentini. 

## Descrizione
L'edificio pur essendo di linee sobrie è imponente, con la grande torre dell'orologio che si confronta con la torre dei Caduti su piazza Vittorio Emanuele- 
Due delle quattro statue addossate alla facciata sopra la vasca, foderata di mosaico e rifornita da una scultura di bronzo ritraente un delfino, sono opera dello scultore Nino Galizzi, la statua di San Crisfotoro è opera di Francesco Minotti, e il soggetto raffiguranti l'italia cattolica e quella fascista sono di Giovanni Manzoni.

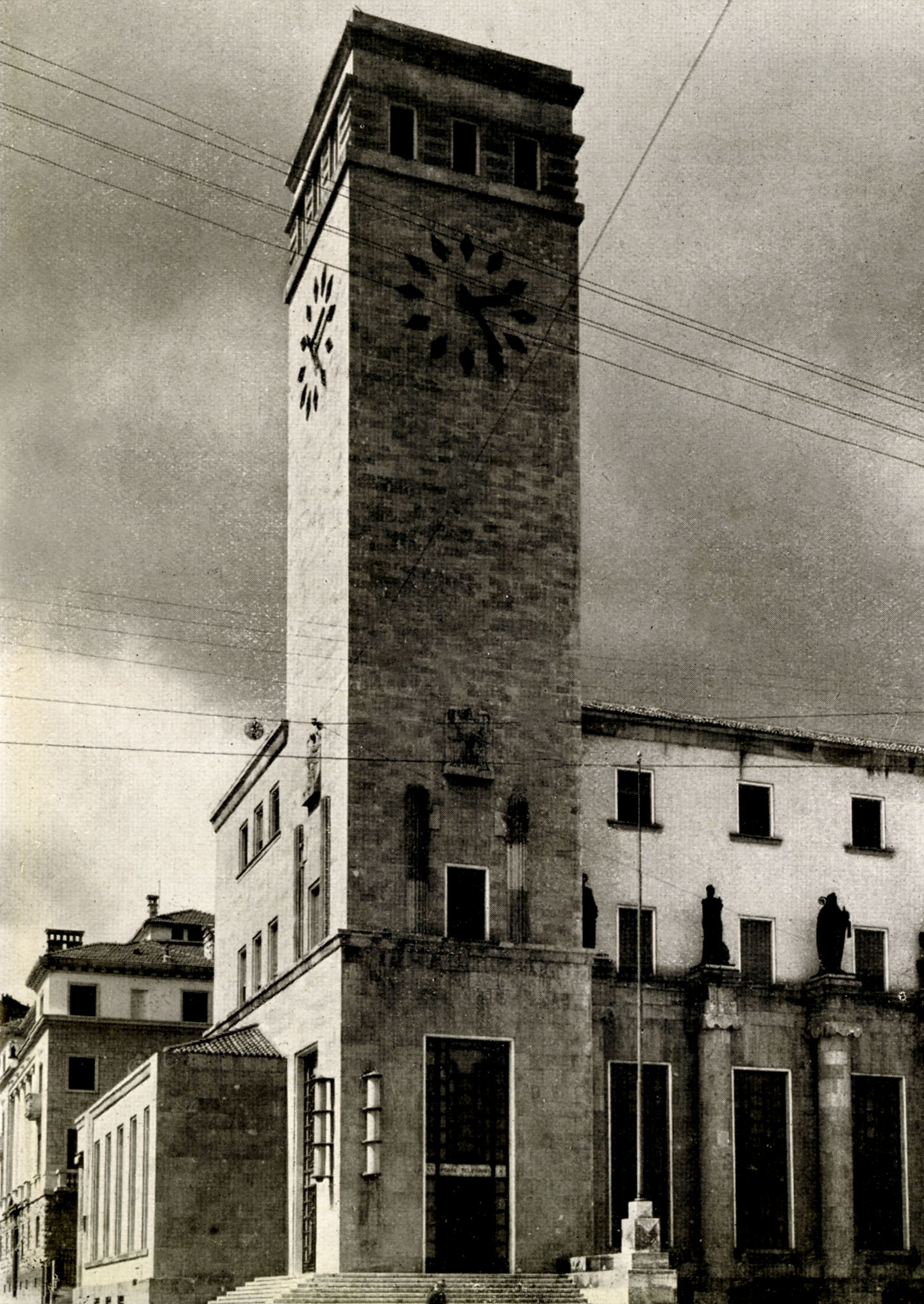
Il Palazzo delle Poste in una foto del 1935

All'interno dell'edificio si trovano due teleri di Mario Sironi: Il lavoro in città e Il lavoro nei campi
Fu oggetto di critiche per le ricche decorazioni (lampade di vetro soffiato, porte con telai di legno e alabastro e arredi di Venini) ma elogiato per la mole e l'architettura all'avanguardia.

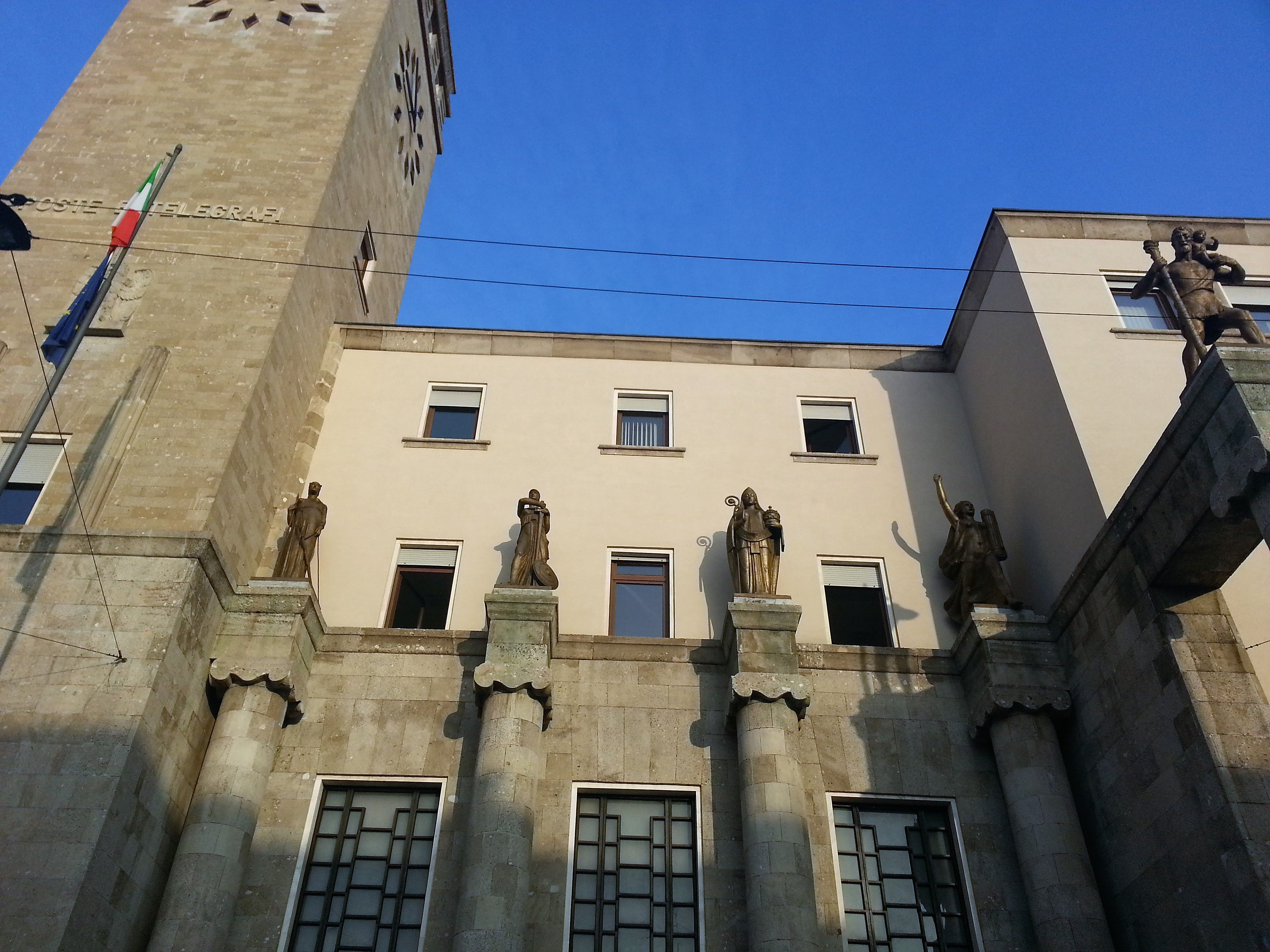
Poste di Bergamo